# 全动态影像
全动态影像（full motion video，FMV）是电子游戏中，通过预先录制的视频文件（而非精灵、矢量或3D模型）展示游戏情节的叙述方式。虽然许多游戏在剧情画面中使用FMV来展示信息，但主要通过FMV呈现的游戏称作全动态影像游戏或互动式电影。